# 克吕塞耶
克吕塞耶（法語：Cruseilles，法語發音：[kʁyzɛj]）是法国上萨瓦省的一个市镇，位于该省西部，属于圣于连昂热讷瓦区。

## 地理
克吕塞耶（46°2'3"N, 6°6'27"E）面积25.41 平方千米，位于法国奥弗涅-罗讷-阿尔卑斯大区上萨瓦省，该省份为法国东部省份，历史上为薩伏依的一部分，北与瑞士接壤，西接安省，南至萨瓦省，东与瑞士和意大利接壤。
与克吕塞耶接壤的市镇（或旧市镇、城区）包括：阿隆济耶拉卡耶、塞尔西耶、科波内、格鲁瓦西、普雷西伊、圣布莱斯、维伊勒佩卢。
克吕塞耶的时区为UTC+01:00、UTC+02:00（夏令时）。

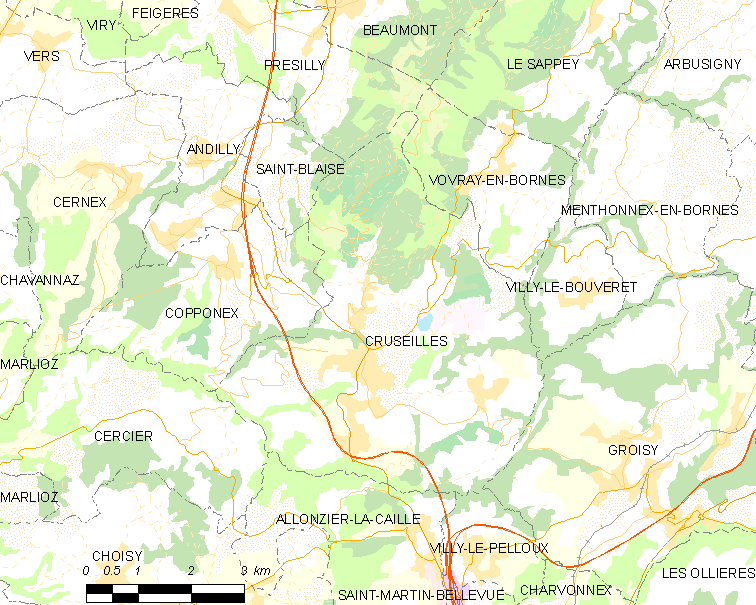
克吕塞耶的OSM定位图

## 行政
克吕塞耶的邮政编码为74350，INSEE市镇编码为74096。

## 政治
克吕塞耶所属的省级选区为福龙河畔拉罗什县。

## 交通
上萨瓦省省道D15线、D27线、D341线和D1201线经过克吕塞耶境内。

## 人口

1962-2008年间克吕塞耶人口变化图示

克吕塞耶于2022年1月1日时的人口数量为5058人。